# 阔翅豆娘

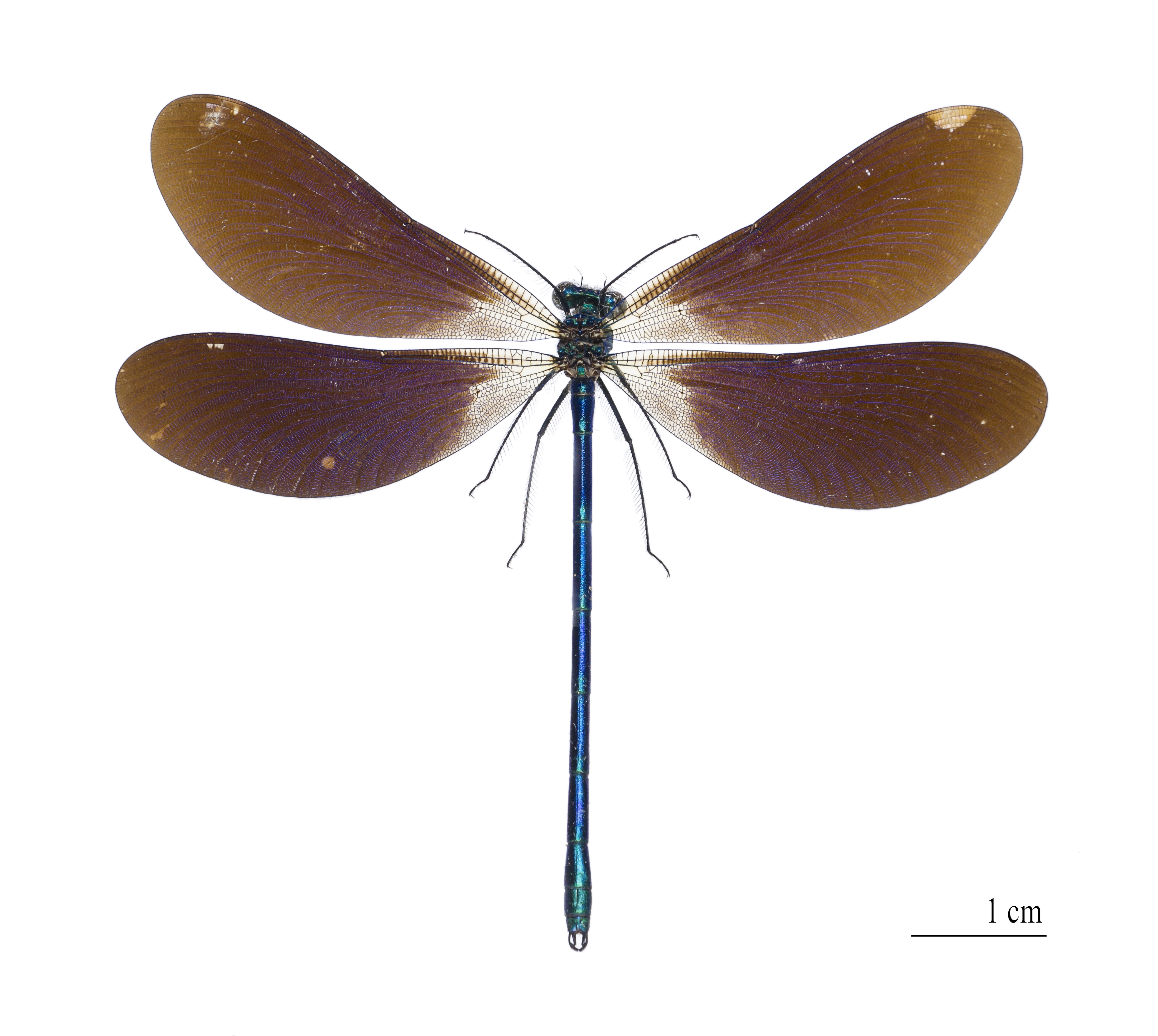
Calopteryx virgo meridionalis – 博物馆标本

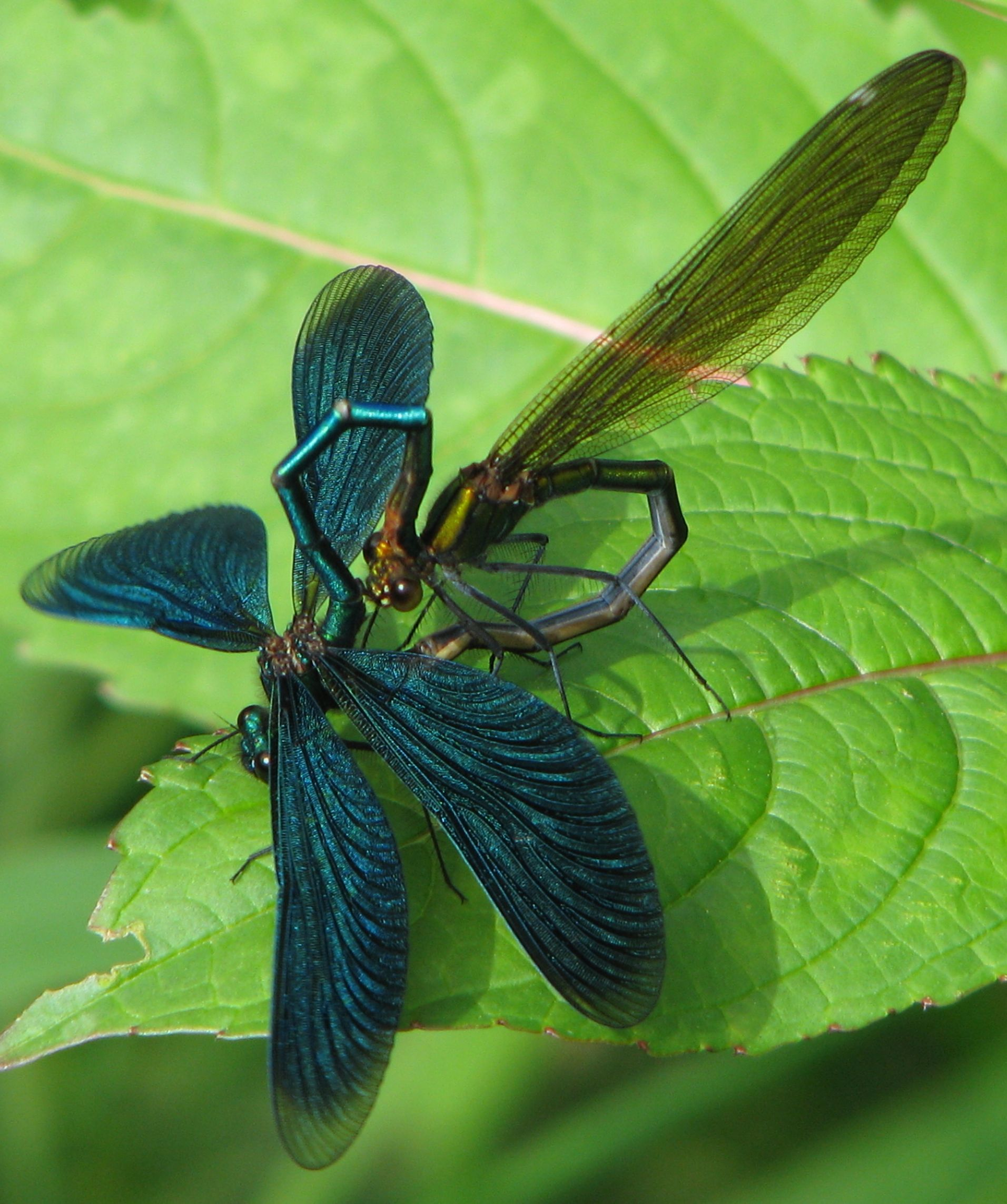

闊翅豆娘（学名：Calopteryx virgo），又名麗色蟌，是歐洲一種豆娘，經常於流水湍急的地方出沒。

## 特徵
闊翅豆娘是豆娘中相對較大的一類。它們的翅膀從基部逐漸加寬，因而無明顯的翅柄。雄性闊翅豆娘的翅膀呈深褐黑色，翅脈呈藍色，翅膀基部可能有靚麗的紅色標記。未成熟的顏色較淡，翅膀是褐色的。牠們的身體呈金屬藍綠色，眼睛呈藍綠色。雌性的翅膀呈深褐虹色，近端有一白點，身體呈金屬綠色，腹部尖端呈銅色。

## 卵及幼蟲

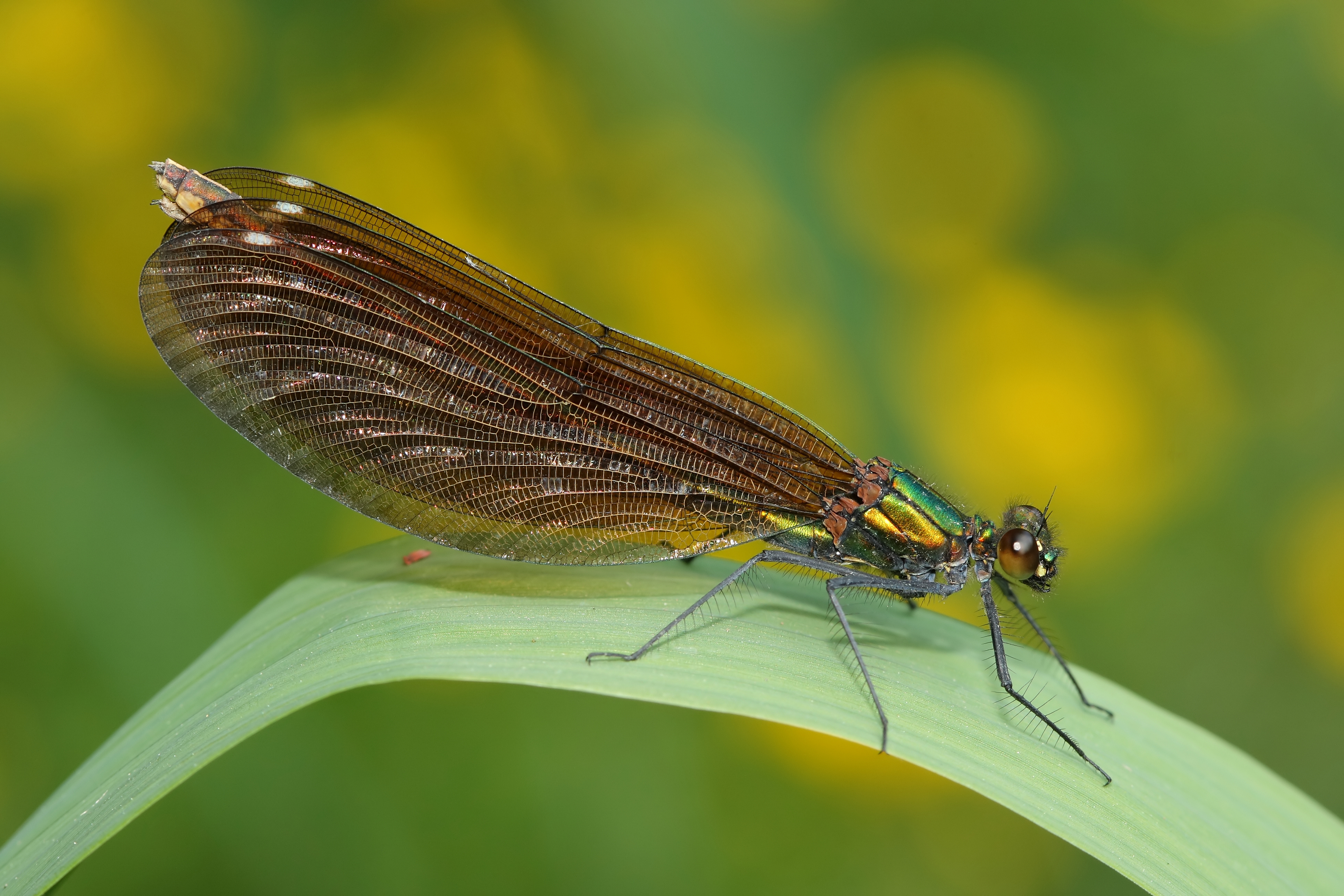
阔翅豆娘

雌性闊翅豆娘會在飄浮的植物上產達300個卵，尤其是在水毛莨之上。牠們有時會在水中產卵。14天後卵就有孵化。幼蟲像棍子，腳長，在水中植物或樹根生長2年。牠們一般會在泥中過冬。

## 行為
雄性闊翅豆娘是有領地的，喜歡停留在河邊的植物樹上。牠們會追逐其他昆蟲，並會回到同一停留點上。雄性可以完全遠離水邊，雌性除了產卵或尋找雄性，也會在遠離水邊生活。